# Chavoso da USP
Thiago Torres (São Paulo, 19 de fevereiro de 2000), mais conhecido como Chavoso da USP, é um professor, palestrante e youtuber. Formado em Ciências Sociais pela Universidade de São Paulo, tornou-se popular através de um post no Facebook relatando sua experiência na Universidade. Seu conteúdo é focado principalmente em questões educacionais, políticas e sociais.

## Vida e carreira
Thiago nasceu no Jardim Vista Alegre e cresceu no Jardim Elisa Maria, duas favelas/morros da Brasilândia, distrito da zona norte de São Paulo. Ele ingressou na Universidade de São Paulo no curso de Ciências Sociais em 2018. Um ano após seu ingresso, tornou-se popular com um texto no Facebook relatando o que afirmava ser injustiças raciais e socioeconômicas presentes na Universidade. A postagem viralizou rapidamente. Foi então que ele criou seu canal do YouTube, o Chavoso da USP.
Thiago é filho de migrantes nordestinos; sua mãe é uma mulher cabocla do agreste de Pernambuco e seu pai um homem negro do extremo-sul do Piauí. Tornou-se vegetariano aos 13 anos de idade e vegano aos 14; aos 15 assumiu-se gay para a família e aos 16 tornou-se umbandista.
Em 2023, integrou o projeto Boteco Cumunista, ao lado de outros produtores de  conteúdo como Dimitra Vulcana e Laura Sabino. Uma iniciativa voltada à discussão de temas contemporâneos e controversos a partir de uma perspectiva marxista e revolucionária. O programa estruturava-se em formato de debates e entrevistas. Entre os convidados, destacam-se personalidades influentes do cenário político brasileiro, como os parlamentares Glauber Braga  e Talíria Petrone, além da drag, artista e educadora Rita von Hunty.
Thiago também palestra e ministra oficinas para adolescentes, crianças e jovens de escolas públicas, cursinhos populares e Fundações CASA .

### Aparição na lista de suspeitos da Polícia Civil
Em 22 de dezembro de 2022, uma matéria do jornal G1 revelou que Thiago havia sido incluso em um álbum de suspeitos da Polícia Civil de um inquérito que investigava um estupro na cidade de São Paulo. A foto constava neste álbum ao menos desde outubro deste ano. Em nota, a Polícia afirmou que “utilizou a foto do influenciador digital devido a sua semelhança física com o procurado”.

### Denúncia de violência policial
Em 28 de maio de 2023 Thiago denunciou ter sido vítima de violência policial em abordagem realizada a ele e a um amigo que o acompanhava em um show da Virada Cultural de São Paulo. O influenciador também relatou que seu amigo teria sido torturado pelos agentes da lei, obrigado a comer o cigarro de maconha que portava. Os policiais ainda teriam tentado o obrigar a apagar uma filmagem que fez da abordagem, no início dos acontecimentos, além de ameaçá-lo de prisão.

### Discurso sobre a reconstrução da casa de Marighella
Em 10 de dezembro de 2024, Thiago Torres participou do evento de lançamento da campanha de arrecadação para a reforma da Casa Marighella e Clara Chaf, localizada em Salvador . A iniciativa foi promovida por movimentos populares e editoras independentes, reunidos no Galpão Cultural Elza Soares, em São Paulo. O ato contou com a presença de diversas personalidades do cenário político e cultural brasileiro, como os rappers KL Jay  (dos Racionais MC1s), Rashid, Don L e outros comunicadores como Laura Sabino, Paulo Galo, Renato Freitas, entre outros, foram realizados discursos em defesa da memória e da importância histórica do guerrilheiro Carlos Marighella.

### Condenação por calúnia e injúria
O sociólogo foi condenado em fevereiro de 2025 por calúnia e injúria, após publicar críticas nas redes sociais contra o ex-prefeito de Guarulhos, Gustavo Henric Costa, o Guti (PSD).
O processo teve início após o sociólogo criticar a decisão do ex-prefeito de extinguir a Proguaru, empresa responsável por serviços públicos na cidade, onde sua mãe trabalhava como faxineira.
A sentença foi proferida pela juíza Patrícia Padilha, da 3ª Vara Criminal do Fórum da Comarca de Guarulhos. A decisão determinou a prestação de serviços comunitários, o pagamento de uma indenização de R$ 15 mil, além de uma multa de R$ 3 mil e o custeio dos honorários advocatícios.